# Звільнення від кримінальної відповідальності
Звільнення від кримінальної відповідальності означає факт, що особу не буде притягнено до кримінальної відповідальності, хоча ця особа вчинила діяння, що містять ознаки складу злочину і ці діяння не вчинені під впливом обставин, що виключають злочинність діяння. Рішення про таке звільнення приймається виключно судом.

## Характеристика
Існують три такі характеристики звільнення особи від кримінальної відповідальності:
- щодо неї не постановляється обвинувальний вирок (на відміну від звільнення від відбування покарання)
- до винного не застосовується покарання
- особа не отримує судимість [1]

## Підстави
Звільнити особу від кримінальної відповідальності суд може за наявності таких підстав:
- Дійове каяття
- Примирення винного з потерпілим
- Передача особи на поруки
- Зміна обстановки
- Закінчення строків давності

## Дійове каяття
Якщо після вчинення особою вперше кримінального проступку або необережного нетяжкого злочину (крім корупційних та деяких інших правопорушень) вона щиро розкаялася, активно сприяла розкриттю злочину та повністю відшкодувала завдані збитки або усунула заподіяну шкоду, вона звільняється від кримінальної відповідальності.

## Примирення винного з потерпілим
Особа, що вперше вчинила кримінальний проступок або необережний нетяжкий злочин (крім корупційних та деяких інших правопорушень), звільняється від кримінальної відповідальності, якщо вона примирилася з потерпілим та відшкодувала завдані збитки чи усунула заподіяну шкоду.

## Передача особи на поруки
Особа, яка вперше вчинила кримінальний проступок або нетяжкий злочин (крім корупційних та деяких інших правопорушень) та щиро розкаялася, може бути звільнена від кримінальної відповідальності з передачею її на поруки колективу підприємства, установи чи організації за їхнім клопотанням. При цьому особа має протягом року виправдати довіру колективу, не ухилятися від заходів виховного впливу та не порушувати громадський порядок. В іншому разі особа притягається до відповідальності за вчинений злочин.

## Зміна обстановки
Якщо на час досудового розслідування або чи судового розгляду з'ясується, що на момент кримінального провадження вчинене особою діяння втратило суспільну небезпечність або що ця особа перестала бути суспільно небезпечною внаслідок зміни обстановки, вона може бути звільнена від кримінальної відповідальності за вчинення вперше кримінального проступку або нетяжкого злочину (крім корупційних та деяких інших правопорушень).

## Строки давності
Особа звільняється від кримінальної відповідальності, якщо з дня вчинення нею злочину до дня набрання судовим вироком законної сили пройшло:
- два роки — у разі вчинення кримінального проступку, за який передбачене покарання, м'якіше за обмеження волі
- три роки — у разі вчинення кримінального проступку, за який передбачене покарання у виді обмеження або у разі вчинення нетяжкого злочину, за який передбачене покарання у виді позбавлення волі до двох років
- п'ять років — у разі вчинення нетяжкого злочину, крім попереднього випадку
- десять років — у разі вчинення тяжкого злочину
- п'ятнадцять років — у разі вчинення особливо тяжкого злочину.

Перебіг давності переривається в разі ухилення особи від органу досудового розслідування або суду або в разі вчинення іншого нетяжкого (крім тих, за які передбачене позбавлення волі до двох років), тяжкого чи особливо тяжкого злочину. При цьому строки давності обчислюються для кожного злочину окремо.
Питання про застосування давності щодо особи, яка вчинила особливо тяжкий злочин, за який може бути призначено довічне позбавлення волі, вирішується окремо судом. При цьому, якщо суд не визнає за можливе застосувати давність, довічне позбавлення волі призначено бути не може.
Давність не застосовується у разі вчинення злочинів проти основ національної безпеки України, передбачених у статтях 109-114 КК2, проти миру та безпеки людства, передбачених у статтях 437-439 і частині першій статті 442, у разі вчинення катування представником держави, у тому числі іноземної (частина третя статті 127). У разі вчинення низки кримінальних правопорушень відносно малолітньої або неповнолітньої особи (за статтями 1512-1561, 3011-303 КК), перебіг давності розпочинається з моменту досягнення потерпілою особою повноліття (або, у разі смерті, з моменту, коли вона мала досягти повноліття).